# Algèbre de Gerstenhaber
Pour les articles homonymes, voir Algèbre (homonymie) et Gerstenhaber.
En mathématiques, une algèbre de Gerstenhaber est une structure algébrique qui généralise en un certain sens les algèbres de Lie et de Poisson. Elle tient son nom de 
Murray Gerstenhaber qui les a introduites en 1963. Formellement, c'est un espace vectoriel gradué muni de deux lois de degrés différents et de symétries opposées.
Les algèbres de Gerstenhaber exactes, aussi connues sous le nom d’algèbres de Batalin-Vilkovisky ou BV-algèbres interviennent dans le formalisme Batalin-Vilkovisky (en) qui permet d'étudier les champs fantômes (en) des théories de jauges lagrangiennes.

## Définition
On dit que {\displaystyle \langle G,\wedge ,[-,-]\rangle } est une algèbre de Gerstenhaber (graduée) lorsque :
- G est un espace vectoriel {\displaystyle \mathbb {Z} }-gradué, le degré d'un élément a étant noté {\displaystyle |a|} ;
- Le « produit » {\displaystyle \wedge } est de degré 0, c'est-à-dire que pour tout couple (a, b) d'éléments de G, {\displaystyle |a\wedge b|=|a|+|b|} ;
- Le crochet de Lie {\displaystyle [-,-]} est de degré -1, c'est-à-dire que pour tout couple (a, b) d'éléments de G, {\displaystyle |[a,b]|=|a|+|b|-1} ;
- {\displaystyle \langle G,\wedge \rangle } est une algèbre graduée commutative ;
- {\displaystyle \langle G[1],[-,-]\rangle } est une algèbre de Lie graduée (en) ;
- La « relation de Leibniz » suivante est vérifiée pour tous a, b, c éléments de G : {\displaystyle [a,b\wedge c]=[a,b]\wedge c+(-1)^{|b|(|a|-1)}b\wedge [a,c]}.

## Exemples
- L'espace {\displaystyle T_{\mathrm {poly} }(\mathbb {R} ^{d})} des multichamps de vecteurs, munis du produit extérieur et du crochet de Schouten-Nijenhuis (en), forme une algèbre de Gerstenhaber.
- L'algèbre extérieure d'une algèbre de Lie est une algèbre de Gesternhaber.
- Les formes différentielles sur une variété de Poisson forment une algèbre de Gesternhaber.
- La cohomologie de Hochschild H*(A,A) d'une algèbre graduée A est une algèbre de Gerstenhaber.
- L'homologie d'une E2-algèbre (en) est une algèbre de Gerstenhaber.